# Hong Jin-young
Hong Jin-young (en hangul, 홍진영) (9 de agosto de 1985) es una cantante de trot surcoreana, representada por la agencia Music K Entertainment.
종교: 불교

## Biografía
En el año 2012, Jin Young completó su doctorado en administración de negocios en la Universidad de Chosun. Además, posee una licenciatura y maestría en Comercio de la misma universidad .

## Carrera

### Carrera musical
Jin Young empezó su carrera musical en el año 2007, al integrar el grupo femenino SWAN, que estaba compuesto por Han Jina, Hong Jin Young, Heo Yoon Mi  y Kim Yeon Ji, debutaron con la canción «Call Me When You Hear This Song». En 2009, lanza su carrera en solitario con el sencillo digital «Love Battery». Su segundo sencillo se lanzó el 6 de agosto de 2010 y se titula «My Love». Luego de tres años, regresa con un nuevo sencillo llamado «Boogie Man» que fue lanzado el 22 de marzo de 2013. 
El primer miniálbum de su carrera se titula Life Note y fue lanzado 6 de noviembre de 2014. En el video musical para canción principal del EP, «Cheer Up», aparece su esposo virtual Nam Goong Min.

### Apariciones en televisión
En 2006, obtuvo un papel menor en el drama histórico Yeon Gaesomun. En el año 2014, ingresó al programa We Got Married, convirtiéndose en la esposa virtual del actor Nam Goong Min. Además, apareció en el episodio 205 del programa Running Man, en el episodio 5 de Strong Heart, y en el programa Happy Together. Así mismo, se convirtió en la primera cantante de Trot en aparecer en el programa Weekly Idol.
En 2018 empezó a formar parte del programa My Little Old Boy junto a su hermana Hong Sun-Young, en el programa muestran las vidas de las hermanas mientras que su madre Choi Mal-Soon,las demás madres del programa, y los MC Seo Jang-Hoon y Shin Dong-Yup las ven.

### Presentaciones/concierto
El 30 de junio de 2011, Jin Young fue invitada, junto a otros cantantes surcoreanos, a presentarse en el concierto llamado Changwon’s First Anniversary Hope Concert, We Are, celebrado en el Changwon Sports Complex.

## Filmografía

### Películas
| Año  | Título       | Rol   |
| ---- | ------------ | ----- |
| 2006 | Sexy Teacher | Cameo |

### Series de televisión
| Año  | Título             | Canal | Papel | Referencia  |
| ---- | ------------------ | ----- | ----- | ----------- |
| 2006 | Yeon Gaesomun      | SBS   | Cameo |             |
| 2011 | Lights and Shadows | MBC   | Cameo |             |
| 2014 | My Secret Hotel    | tvN   | Cameo | [ 8 ] [ 9 ] |

### Programas de televisión
| Año  | Título                        | Canal       | Notas                                                         |
| ---- | ----------------------------- | ----------- | ------------------------------------------------------------- |
| 2013 | Happy Together 3              | KBS         | Invitada (Ep. 318)                                            |
| 2014 | We Got Married (Temp. 4)      | MBC         | Esposa virtual de Nam Goong Min                               |
| 2014 | Kim Jiyeon's Sweet 19         | tvN         | Elenco principal                                              |
| 2014 | Need More Romance             | tvN         | Invitada (Ep. 1)                                              |
| 2014 | Infinite Challenge            | MBC         | Invitada (Ep. 390)                                            |
| 2014 | Crisis Escape No. 1           | KBS         | Invitada (Ep. 437)                                            |
| 2014 | Running Man                   | SBS         | Invitada (Ep. 205, 221)                                       |
| 2014 | I Am a Man                    | KBS         | Invitada (Ep. 10)                                             |
| 2014 | Roommate                      | SBS         | Invitada (Ep. 28)                                             |
| 2014 | Hello Counselor               | KBS         | Invitada (Ep. 202)                                            |
| 2015 | Weekly Idol                   | MBC Every 1 | Invitada (Ep. 180)                                            |
| 2015 | Tutoring Across Generations   | MBC         | Instructora de Trot                                           |
| 2015 | Running Man                   | SBS         | Invitada (Ep. 266)                                            |
| 2015 | King of Mask Singer           | MBC         | Concursó como "Cute Heart biong biong", (ep. Piloto y #31-32) |
| 2017 | Running Man                   | SBS         | Invitada (Ep. 356)                                            |
| 2017 | Living Together in Empty Room | MBC         | Miembro (Ep. 1 - 4, 12 - 15 + piloto)                         |
| 2018 | Running Man                   | SBS         | Miembro invitado (Ep. 392-396, 399-400, 406-408, 439)         |
| 2019 | Running Man                   | SBS         | invitada especial (Ep. 439)                                   |

### Anuncios
| Año             | Nombre   | Notas                           |
| --------------- | -------- | ------------------------------- |
| 2018 - presente | HongShot | (su propia línea de maquillaje) |

## Discografía
Miniálbum /EP
- 2014: Life Note

Sencillos
- 2009: «Love Battery»
- 2010: «My Love»
- 2013: «Boogie Man»
- 2015: «Love Wifi»

Bandas Sonoras
- «Give Me Back My Youth» (ft. Outsider) tema para Mr. Back
- «What's Wrong With My Age» tema para Glorious Day
- «Like Love» tema para All About My Mom

Colaboraciones
- 2014: «Itaewon Battery» - junto a Yoo Se Yoon

## Premios
| Año  | Premio                        | Categoría                                 | Trabajo Nominado               | Resultado |
| ---- | ----------------------------- | ----------------------------------------- | ------------------------------ | --------- |
| 2009 | Mnet Asian Music Awards       | Mejor cantante de Trot                    | «Love Battery»                 | Ganadora  |
| 2015 | Golden Disk Awards            | Mejor cantante de Trot                    | «Love Wifi»                    | Ganadora  |
| 2015 | MelOn Music Awards            | Mejor cantante de Trot                    | «Love Wifi»                    | Ganadora  |
| 2017 | 17th MBC Entertainment Awards | Premio excelencia, Categoría variedades   | Living Together in Empty Room  | Nominada  |
| 2018 | 12th SBS Entertainment Awards | Best Couple Award (junto a Kim Jong-kook) | Running Man y My Ugly Duckling | Ganadores |